# 亞當斯峰
亞當斯峰（英語：Adams Crest）是南極洲的山峰，位於奧茨地，處於薩布羅峰以東8公里，屬於不列顛嶺中拉文斯山脈的一部分，海拔高度1,950米，現時由南極條約體系管理。
80°20′S 155°33′E / 80.333°S 155.550°E